# 查爾頓 (紐約州)
查爾頓（英語：Charlton）是一個位於美國紐約州薩拉托加縣的鎮。

## 人口
根據2020年美國人口普查的數據，查爾頓的面積為85.37平方千米，當中陸地面積為84.88平方千米，而水域面積為0.49平方千米。當地共有人口4328人，而人口密度為每平方千米51人。